# Megastygarctides christinae
Espèce
Megastygarctides christinae est une espèce de tardigrades de la famille des Stygarctidae. 

## Distribution
Cette espèce est endémique d'Arabie saoudite. Elle a été découverte à Ras Al Tanajib et observée à Safania sur des plages du golfe Persique.

## Description
La femelle holotype mesure 250 µm et le mâle paratype 180 µm.

## Étymologie
Cette espèce est nommée en référence à Christina Guldberg Hansen.

## Publication originale
- Hansen & Kristensen, 2006 : The hyena female of tardigrades and descriptions of two new species of Megastygarctides (Arthrotardigrada: Stygarctidae) from Saudi Arabia. Hydrobiologia, vol. 558, no 1, p. 81-101 (texte intégral).